# Chilades serrula
Chilades serrula is een vlinder uit de familie van de Lycaenidae, de kleine pages, vuurvlinders en blauwtjes. De soort is voor het eerst wetenschappelijk beschreven als Lycaena serrula door Paul Mabille in een publicatie uit 1890.
De soort komt voor in Senegal.